# Heihachi Mishima
Pour les articles homonymes, voir Mishima.
 (juin 2018).
Si vous disposez d'ouvrages ou d'articles de référence ou si vous connaissez des sites web de qualité traitant du thème abordé ici, merci de compléter l'article en donnant les références utiles à sa vérifiabilité et en les liant à la section « Notes et références ».
Heihachi Mishima (三島 平八, Mishima Heihachi) est un personnage de jeu vidéo de la série Tekken de Namco, qui fait sa première apparition sur arcade et console dans le premier Tekken. Il est récurrent à la série, malgré son âge avancé (75 ans dans Tekken 3).
Il est le fils de Jinpachi Mishima, le père de Kazuya Mishima, de Reina Mishima ainsi que par conséquent, le grand-père de Jin Kazama.
De nationalité japonaise, bien que le gouvernement nippon rejette cette affirmation, il souhaiterait acquérir les pouvoirs démoniaques (dont il est dépourvu) des membres de sa famille afin d'accroître son pouvoir. Il a aussi été à la tête de l'empire financier japonais la Mishima Zaibatsu Corporation, jusqu'à ce que son petit-fils Jin lui succède, avant de reprendre les rênes de l'entreprise, abandonnée par Jin après sa victoire contre Azazel.

## Biographie

### Avant le premier jeu
On sait peu de choses sur sa jeunesse, si ce n'est qu'il entretint très tôt des relations conflictuelles avec son père Jinpachi. Les deux hommes se détestent pour une raison inconnue, et afin de s'emparer de l'empire financier que contrôle son père, il le fait enfermer sous le temple d'Honmaru, pensant qu'il mourra de faim, seul. Quelque temps plus tard, il épouse l'amour de sa vie, Kazumi, et vit quelques années de bonheur avec elle, avant que Kazumi ne tombe enceinte. Mais celle-ci meurt en mettant au monde son unique enfant, Kazuya (du moins, le croit-on). Désespéré par la mort de sa femme, il ne pardonne pas à son fils, qu'il rend responsable de cette mort, et se met à le détester, tout en le formant aux arts martiaux familiaux. Mais la vérité sur la mort de Kazumi est révélée dans Tekken 7 : c'est lui qui a assassiné sa propre femme, car cette dernière l'a épousé uniquement pour pouvoir l'éliminer ensuite (il a découvert qu'elle faisait partie du clan Hachijo, réputé pour leurs gênes démoniaques, et qu'elle a été chargée de le supprimer). Il la tue en l'étranglant, puis en lui brisant la nuque, car il n'a pas eu le choix.
Lors d'un entraînement loin du temple familial, il décide de se débarrasser de son fils kazuya et le jette du haut d'une falaise alors que Kazuya n'a que 10 ans. Mais celui-ci survit pourtant à ses blessures (au seuil de la mort, Kazuya a accepté de vendre son âme à Devil afin que celui-ci le maintienne en vie), et revient auprès de son père. Se méfiant de son fils, il décide de se choisir un successeur dévoué, et adopte en ce sens un orphelin d'origine chinoise, Lee Chaolan, qui devient rapidement le rival de son frère Kazuya. Ce dernier quitte la maison quelque temps plus tard, ivre de haine envers son père. Mais certain que Kazuya reviendra pour réclamer vengeance, il compte bien se préparer pour lui tenir tête. Il cherche notamment des artefacts rares espérant que ceux-ci lui donneront suffisamment de pouvoir pour vaincre son fils. Il recherche notamment un très rare collier appartenant à un Amérindien. Lorsqu'il apprend que cet homme se trouve au Japon, il le tue pour récupérer l'objet, mais s'aperçoit que ce talisman a disparu, l'homme l'ayant offert à sa fille Michelle Chang avant son voyage.

### Tekken
Heihachi a alors l'idée, pour attirer son fils dans un piège, d'organiser un grand tournoi d'arts martiaux, le King of Iron Fist Tournament, rassemblant les meilleurs combattants d'arts martiaux du monde, et promet au vainqueur une très importante somme d'argent. Au total, ce premier tournoi rassemble 16 participants, dont Heihachi, Kazuya et Lee. La finale du tournoi voit s'affronter Heihachi et Kazuya, mais ce dernier se transforme alors en Devil Kazuya et parvient à vaincre son père. Kazuya, toujours très rancunier, décide alors de se débarrasser de son géniteur en le précipitant à son tour du haut d'une falaise, puis s'empare de la Mishima Zaibatsu.

### Tekken 2
Heihachi survit néanmoins à sa chute du fait de sa force physique exceptionnelle et parvient à remonter la falaise. Affaibli, il ne peut cependant espérer défier immédiatement son fils, mais jure de se venger de Kazuya. Heihachi décide de s'entraîner plus dur que jamais et disparaît pendant deux ans. Une fois certain d'être au meilleur de sa forme, il fait savoir à Kazuya qu'il est toujours vivant. Celui-ci réagit immédiatement et organise un second King of Iron Fist Tournament afin d'y attirer son père et le vaincre une fois pour toutes. Ce tournoi rassemble la totalité des participants du premier tournoi ainsi que quelques autres. Mais cette fois, Kazuya est mis en difficulté, car les deux parties de son âme, Devil et Angel s'affrontent pour s'imposer en lui. Heihachi profite de cette faiblesse pour vaincre son adversaire à la fin du tournoi. Il s'empare alors de son fils inconscient et le jette dans un volcan en activité, avant de récupérer son entreprise.

### Tekken 3
De nouveau à la tête de la Mishima Zaibatsu, Heihachi entreprend de créer la Tekken Force, une unité armée surentraînée ayant pour objectif avoué de mettre fin aux famines et aux guerres à travers le monde, ce qu'elle fait avec succès. Mais un jour, une des unités de la Tekken Force disparaît mystérieusement dans un ancien temple mexicain. Un témoin affirme qu'il s'agit là de l’œuvre d'une créature à la peau verte et aux yeux brillants qui s'est réveillée après des siècles de sommeil. Cette créature est en fait un ancien dieu mexicain : Toshin, le Dieu du combat. Autrement appelée Ogre, cette créature se nourrit d'âmes fortes, et après être parvenue à s'échapper de ce temps, Ogre entreprend de parcourir le monde pour aller s'en nourrir. Pendant plusieurs années, il cause des ravages et tue de nombreux combattants renommés. Heihachi a alors l'idée de s'emparer de la puissance d'Ogre pour devenir invincible. Quinze ans se sont écoulés depuis la fin du deuxième tournoi, lorsqu'un jeune homme se présente à Heihachi Mishima. Il prétend s'appeler Jin Kazama, et est le fils de Kazuya Mishima et de Jun Kazama, une participante au second tournoi qui a eu une très brève aventure avec Kazuya pendant la compétition. Ogre vient de tuer sa mère, et Jin, désormais seul, a décidé de se rapprocher de son seul parent encore vivant. Heihachi recueille alors le jeune homme et lui enseigne le karaté style Mishima. Trois ans plus tard, Jin Kazama atteint un niveau égal à celui de Heihachi. Celui-ci estimant le moment venu pour mettre son plan à exécution, il lance le Iron Fist Tournament 3, afin de rassembler  les âmes les plus fortes du monde, dont Jin Kazama, qui seront autant d'appâts pour Ogre. Cependant, à la fin du tournoi, l'un des participants, Paul Phœnix, parvient à vaincre Ogre, qui est ensuite détruit par Jin. Heihachi, qui voit le pouvoir du dieu lui échapper, abat alors Jin d'une balle en pleine tête. Cependant, Jin est habité du gène démoniaque hérité de son père, et celui-ci se manifeste alors, empêchant la mort du jeune homme. Jin se transforme alors en Devil Jin, décime la Tekken Force venue protéger Heihachi, et jette ce dernier du haut du temple où ils se trouvent avant de le rattraper et de s'enfuir en volant.

### Tekken 4
Heihachi, toujours à la tête de la Mishima Zaibatsu, voit son petit-fils s'échapper, mais dans le temple, il parvient à récupérer un échantillon du sang de Ogre, et envisage de se l'injecter pour obtenir ses pouvoirs. Mais il manque un élément pour que cela fonctionne : le gène démoniaque. Heihachi entreprend alors de rechercher Jin, porteur du gène, mais en vain. Deux ans après la fin du troisième tournoi, Heihachi apprend avec stupéfaction que le corps de Kazuya aurait été récupéré par la G Corporation, une entreprise concurrente, et qu'il est utilisé depuis 20 ans à des fins expérimentales.
Voulant s'assurer que son fils est bien mort, il envoie alors la Tekken Force à l'assaut du laboratoire de la G-Corp, mais Kazuya se réveille alors et profite de la confusion pour s'échapper du laboratoire. Désormais certain que son fils est vivant, Heihachi annonce le Iron Fist Tournament 4, et offre pour prime au vainqueur rien de moins que la Mishima Zaibatsu ! Cette récompense exceptionnelle attire nombre de participants, dont Kazuya, Jin et Lee, le deuxième fils de Heihachi qui s'est exilé aux Bahamas à la fin du second tournoi, afin de rompre tous liens avec cette famille qu'il déteste.
Comme prévu, Kazuya retrouve Heihachi en finale mais avant de commencer le combat, Kazuya dit qu'il aimerait voir son fils, son père lui répond qu'il le verra après le combat. les deux hommes s'affrontent et  Kazuya remporte le combat, Heihachi tient sa promesse et propose à Kazuya de l'emmener voir Jin. Les deux hommes se rendent au temple Honmaru, où se trouve Jin, enchaîné et endormi par son grand-père. Heihachi se fait alors jeter hors de la pièce par Kazuya, et est assommé. Un combat s'engage alors entre Kazuya et Jin. Quand Heihachi revient à lui, Jin vient de battre son père. Heihachi attaque alors Jin, mais perd également le combat lorsque Jin se métamorphose en Devil Jin. Ce dernier s'enfuit alors loin du temple.

### Tekken 5
Quand Heihachi et Kazuya reviennent à eux, ils sont immédiatement attaqués par une armée de robots Jacks envoyée par la G-Corp. Les deux hommes s'allient alors pour combattre leurs adversaires, jusqu'à ce que Kazuya trahisse son père et le jette au milieu d'un groupe de Jacks qui se jettent sur le vieil homme, avant de faire exploser le temple au moment où Kazuya s'enfuit. Heihachi Mishima est alors officiellement mort. Mais l'explosion l'a en réalité projeté loin du temple, et il a atterri dans une tombe, où il est tombé dans le coma.
Il en sort deux mois plus tard. Il s'aperçoit alors que quelqu'un a pris le contrôle de la Mishima Zaibatsu et a lancé King of Iron Fist Tournament 5. Décidé à reprendre son poste, il se décide à participer au tournoi pour reprendre son entreprise. Mais quand il arrive sur les lieux, la compétition vient de s'achever, et c'est Jin qui a remporté la victoire contre Jinpachi Mishima, le père de Heihachi, enfermé depuis des décennies sous le temple d'Honmaru mais maintenu en vie grâce à un démon. L'explosion du temple lui avait permis de s'échapper de sa prison et de prendre le contrôle de l'entreprise familiale..

### Tekken 6
À la fin du cinquième tournoi, alors qu’il rentrait chez lui sans savoir ce qui s’était produit pendant le tournoi, la Tekken Force lui tendit une embuscade.
Peu après, la Mishima Zaibatsu annonça le 6e King of Iron Fist Tournament. Furieux d’apprendre que Jin avait pris le contrôle de son entreprise, Heihachi décida de participer au tournoi pour reprendre ce qui lui appartenait.

### Tekken 7
Il reprend la tête de la Mishima Zaibatsu, abandonnée par Jin après son combat contre Azazel, qu'il parvint à vaincre. À mesure que le conflit mondial perdure, un individu se disant envoyé par Kazumi Hachijo, n'étant autre que son épouse défunte, fait son apparition : il s'agit d'Akuma, le personnage de Street Fighter. Ce dernier est chargé de mettre fin au conflit entre les familles Mishima et Kazama.
Afin de permettre au monde entier de voir Kazuya sous son vrai jour, il se fait passer pour mort. Akuma défie Kazuya sur le toit de la G Corporation, il le pousse dans ses retranchements et ce dernier dévoile enfin sa vraie nature en se transformant en démon. Voyant son côté démoniaque aux informations, Kazuya se venge en détruisant le satellite de la Mishima Zaibatsu, déclenchant le chaos.
Dans la dernière histoire du jeu, il accepte de rencontrer un journaliste et de raconter son histoire à ce dernier. La vérité sur la mort de Kazumi est révélée : cette dernière l'a épousé pour l'éliminer, car elle prédit qu'il va devenir une menace pour le monde. Déçu et trahi par son épouse, il est contraint de la combattre et après l'avoir battue, n'eut pas d'autres choix que de la tuer en lui brisant la nuque. Kazuya et lui se retrouvent ensuite face-à-face pour un ultime affrontement au pied d'un volcan. Les deux hommes font appel à leurs puissances respectives et se rendent coup pour coup. Bien qu'il ait neutralisé le pouvoir démoniaque de son fils, ce dernier combine la puissance du démon et sa rage en un coup de poing et cela met fin à ses jours. Après sa défaite et sa mort, son corps est jeté dans la lave.

### Tekken 8
Heihachi marque son grand retour sur la scène de Tekken 8. Lors de l'EVO 2024, la grande nouvelle a été révélée : Heihachi Mishima fera son retour dans Tekken 8. Cette annonce est particulièrement bien accueillie par les fans, qui attendaient avec impatience le retour du King of the Iron Fist après son absence au lancement du jeu. Bien que sa mort dans l'intrigue de "Tekken 7" ait justifié son absence initiale, le personnage ayant toujours été un pilier de la série, les joueurs espéraient le voir revenir sous une forme ou une autre. Heihachi sera le troisième personnage DLC de Tekken 8, après Eddy Gordo et Lidia Sobieska. Bien que son arrivée soit excitante, les fans pourront également attendre d'autres nouveautés, notamment le tout premier DLC historique de la franchise. Ce nouveau chapitre, intitulé "The Dark Awakens", continuera l'affrontement entre les familles Kazama et Mishima et sera disponible sous forme de mise à jour gratuite pour tous les joueurs par la suite.

### Relations avec les autres personnages de Tekken

#### Arbre généalogique
|  |  |     |     |     |     |                    |                    | Jinpachi Mishima   | Jinpachi Mishima   | Jinpachi Mishima   | Jinpachi Mishima   | Jinpachi Mishima | Jinpachi Mishima |                  |                  |                  |                  |                  |                  | ???   | ???   | ???            | ???            | ???            | ???            |                |                |                |                |                |                |                |                |            |            |            |            |            |            |            |            |            |            |  |  |               |               |               |               |               |               |              |              |               |               |               |               |               |               |
|  |  |     |     |     |     |                    |                    | Jinpachi Mishima   | Jinpachi Mishima   | Jinpachi Mishima   | Jinpachi Mishima   | Jinpachi Mishima | Jinpachi Mishima |                  |                  |                  |                  |                  |                  | ???   | ???   | ???            | ???            | ???            | ???            |                |                |                |                |                |                |                |                |            |            |            |            |            |            |            |            |            |            |  |  |               |               |               |               |               |               |              |              |               |               |               |               |               |               |
|  |  |     |     |     |     |                    |                    |                    |                    |                    |                    |                  |                  |                  |                  |                  |                  |                  |                  |       |       |                |                |                |                |                |                |                |                |                |                |                |                |            |            |            |            |            |            |            |            |            |            |  |  |               |               |               |               |               |               |              |              |               |               |               |               |               |               |
|  |  | ??? | ??? | ??? | ??? | ???                | ???                |                    |                    |                    |                    |                  |                  | Heihachi Mishima | Heihachi Mishima | Heihachi Mishima | Heihachi Mishima | Heihachi Mishima | Heihachi Mishima |       |       |                |                |                |                |                |                | Kazumi Mishima | Kazumi Mishima | Kazumi Mishima | Kazumi Mishima | Kazumi Mishima | Kazumi Mishima |            |            |            |            |            |            |            |            |            |            |  |  |               |               |               |               |               |               |              |              |               |               |               |               |               |               |
|  |  | ??? | ??? | ??? | ??? | ???                | ???                |                    |                    |                    |                    |                  |                  | Heihachi Mishima | Heihachi Mishima | Heihachi Mishima | Heihachi Mishima | Heihachi Mishima | Heihachi Mishima |       |       |                |                |                |                |                |                | Kazumi Mishima | Kazumi Mishima | Kazumi Mishima | Kazumi Mishima | Kazumi Mishima | Kazumi Mishima |            |            |            |            |            |            |            |            |            |            |  |  |               |               |               |               |               |               |              |              |               |               |               |               |               |               |
|  |  |     |     |     |     |                    |                    |                    |                    |                    |                    |                  |                  |                  |                  |                  |                  |                  |                  |       |       |                |                |                |                |                |                |                |                |                |                |                |                |            |            |            |            |            |            |            |            |            |            |  |  |               |               |               |               |               |               |              |              |               |               |               |               |               |               |
|  |  |     |     |     |     |                    |                    |                    |                    |                    |                    |                  |                  |                  |                  |                  |                  |                  |                  |       |       |                |                |                |                |                |                |                |                |                |                |                |                |            |            |            |            |            |            |            |            |            |            |  |  |               |               |               |               |               |               |              |              |               |               |               |               |               |               |
|  |  |     |     |     |     | Lars Alexandersson | Lars Alexandersson | Lars Alexandersson | Lars Alexandersson | Lars Alexandersson | Lars Alexandersson |                  |                  | Lee Chaolan      | Lee Chaolan      | Lee Chaolan      | Lee Chaolan      | Lee Chaolan      | Lee Chaolan      |       |       | Kazuya Mishima | Kazuya Mishima | Kazuya Mishima | Kazuya Mishima | Kazuya Mishima | Kazuya Mishima |                |                |                |                |                |                |            |            |            |            | Jun Kazama | Jun Kazama | Jun Kazama | Jun Kazama | Jun Kazama | Jun Kazama |  |  | Père de Asuka | Père de Asuka | Père de Asuka | Père de Asuka | Père de Asuka | Père de Asuka |              |              | Mère de Asuka | Mère de Asuka | Mère de Asuka | Mère de Asuka | Mère de Asuka | Mère de Asuka |
|  |  |     |     |     |     | Lars Alexandersson | Lars Alexandersson | Lars Alexandersson | Lars Alexandersson | Lars Alexandersson | Lars Alexandersson |                  |                  | Lee Chaolan      | Lee Chaolan      | Lee Chaolan      | Lee Chaolan      | Lee Chaolan      | Lee Chaolan      |       |       | Kazuya Mishima | Kazuya Mishima | Kazuya Mishima | Kazuya Mishima | Kazuya Mishima | Kazuya Mishima |                |                |                |                |                |                |            |            |            |            | Jun Kazama | Jun Kazama | Jun Kazama | Jun Kazama | Jun Kazama | Jun Kazama |  |  | Père de Asuka | Père de Asuka | Père de Asuka | Père de Asuka | Père de Asuka | Père de Asuka |              |              | Mère de Asuka | Mère de Asuka | Mère de Asuka | Mère de Asuka | Mère de Asuka | Mère de Asuka |
|  |  |     |     |     |     |                    |                    |                    |                    |                    |                    |                  |                  |                  |                  |                  |                  |                  |                  |       |       |                |                |                |                |                |                |                |                |                |                |                |                |            |            |            |            |            |            |            |            |            |            |  |  |               |               |               |               |               |               |              |              |               |               |               |               |               |               |
|  |  |     |     |     |     |                    |                    |                    |                    |                    |                    |                  |                  |                  |                  |                  |                  | Devil            | Devil            | Devil | Devil | Devil          | Devil          |                |                | Angel          | Angel          | Angel          | Angel          | Angel          | Angel          |                |                |            |            |            |            |            |            |            |            |            |            |  |  |               |               |               |               |               |               |              |              |               |               |               |               |               |               |
|  |  |     |     |     |     |                    |                    |                    |                    |                    |                    |                  |                  |                  |                  |                  |                  | Devil            | Devil            | Devil | Devil | Devil          | Devil          |                |                | Angel          | Angel          | Angel          | Angel          | Angel          | Angel          |                |                |            |            |            |            |            |            |            |            |            |            |  |  |               |               |               |               |               |               |              |              |               |               |               |               |               |               |
|  |  |     |     |     |     |                    |                    |                    |                    |                    |                    |                  |                  |                  |                  |                  |                  |                  |                  |       |       |                |                |                |                |                |                |                |                |                |                |                |                |            |            |            |            |            |            |            |            |            |            |  |  |               |               |               |               |               |               |              |              |               |               |               |               |               |               |
|  |  |     |     |     |     |                    |                    |                    |                    |                    |                    |                  |                  |                  |                  |                  |                  |                  |                  |       |       |                |                |                |                |                |                |                |                |                |                | Jin Kazama     | Jin Kazama     | Jin Kazama | Jin Kazama | Jin Kazama | Jin Kazama |            |            |            |            |            |            |  |  |               |               |               |               | Asuka Kazama  | Asuka Kazama  | Asuka Kazama | Asuka Kazama | Asuka Kazama  | Asuka Kazama  |               |               |               |               |

## Autres apparitions
Heihachi apparaît également en guest-star dans le jeu vidéo Soul Calibur 2 (du même éditeur, Namco), uniquement sur PlayStation 2, qui comporte un personnage bonus différent sur chaque console (Link de la série The Legend of Zelda sur Nintendo GameCube et Spawn sur Xbox). Il y a aussi un petit hommage dans le tome 15 de la série GTO (le personnage s'appelle Heikichi, a la même tête qu'Heihachi Mishima, et, pendant le bras de fer l'opposant à Onizuka, dit très vite un enchainement de boutons comme s'il jouait à un jeu vidéo).
Heihachi Mishima apparaît dans le film Tekken de 2010 où son personnage est joué par Cary-Hiroyuki Tagawa. Heihachi dirige la société Tekken accompagné de Kazuya, son fils, qui est chargé de la sécurité. Pour contrôler les populations, il décide d'organiser le King of Iron Fist Tournament où tous les participants s'affrontent. Le vainqueur du tournoi aura alors le droit de mener une vie de rêve à Tekken City. Cependant, Heihachi ne se doute pas que son fils cherche à s'emparer de Tekken afin de pouvoir agir comme bon lui semble. Afin de se venger de la mort de sa mère Jun tuée par les forces de Kazuya, le jeune adolescent Jin Kazama décide de participer au tournoi de Tekken. Après avoir battu Marshall Law, le champion des bidonvilles avec difficulté, Jin participe au tournoi. Lorsque celui-ci affronte Miguel Rojo et fit sensation en le battant, Heihachi et son fils semblent impressionnés et intrigués par Jin, reconnaissant son style de combat. Kazuya effectue un soir une recherche ADN le concernant et découvre que Jun est sa mère. Il comprend alors que Jin est son fils. Kazuya oblige Jin à affronter Yoshimitsu et Heihachi s'aperçoit que son fils a truqué le tirage des combats, il demande la réinitialisation mais Kazuya l'en empêche. Heihachi s'enfuit de Tekken avec Jin, Christie Monteiro, Raven et Steve Fox. Heihachi décide alors de parler à son petit-fils et lui explique qu'il avait trouvé Jun battue et violée par Kazuya qui est son véritable père. Cependant, Steve Fox fut tué et Kazuya rattrape son père et Jin et ordonne à ses hommes de tuer Heihachi et de détruire les bidonvilles. Jin remporte le tournoi de Tekken et Heihachi est finalement toujours vivant.